# John Kennedy Toole
John Kennedy Toole (n. 17 decembrie 1937 – d. 26 martie 1969) a fost un romancier american din New Orleans, Louisiana, cel mai cunoscut pentru romanul său publicat postum A Confederacy of Dunces (Conjurația imbecililor). El a mai scris The Neon Bible (Biblia de neon). Deși mai multe persoane din lumea literară au simțit că abilitățile sale de scriitor sunt demne de laudă, romanele lui Toole n-au avut mare succes în timpul vieții sale. După ce a suferit de paranoia și depresie, din cauza acestor eșecuri, s-a sinucis la vârsta de 31 de ani. 